# Rödkörvel
Rödkörvel (Torilis japonica), även kallad rödfloka, är en växtart i släktet rödkörvlar och familjen flockblommiga växter.

## Beskrivning
Rödkörveln liknar till sin habitus hundkäxen, men är alltid mycket spensligare. Dess rot är en ettårig pålrot, blomställningen är påfallande liten och kronbladen svagt rödlätta. Blomningen inträffar ungefär en månad senare än hundkäxens. Till fruktens yta ansluter sig släktet rödkörvlar (Torilis) nära till morötter (Daucus), dels genom att biåsar finns mellan huvudåsarna, dels genom de längsgående raderna av krokiga borst som i synnerhet är starkt utvecklade på biåsarna.

## Utbredning och habitat
Rödkörveln förekommer i hela Europa och stora delar av Asien, samt är introducerad till Nordamerika.
I Sverige är den en sydlig och västlig art, som vid Sveriges östkust endast går till Uppland och Åland, i Norge däremot ända till Trondheim. Den älskar torra och varma backar, stenrösen och kalkstensberg, och ses ofta som ogräs i trädgårdar.